# Diederik Jacob den Beer Poortugael

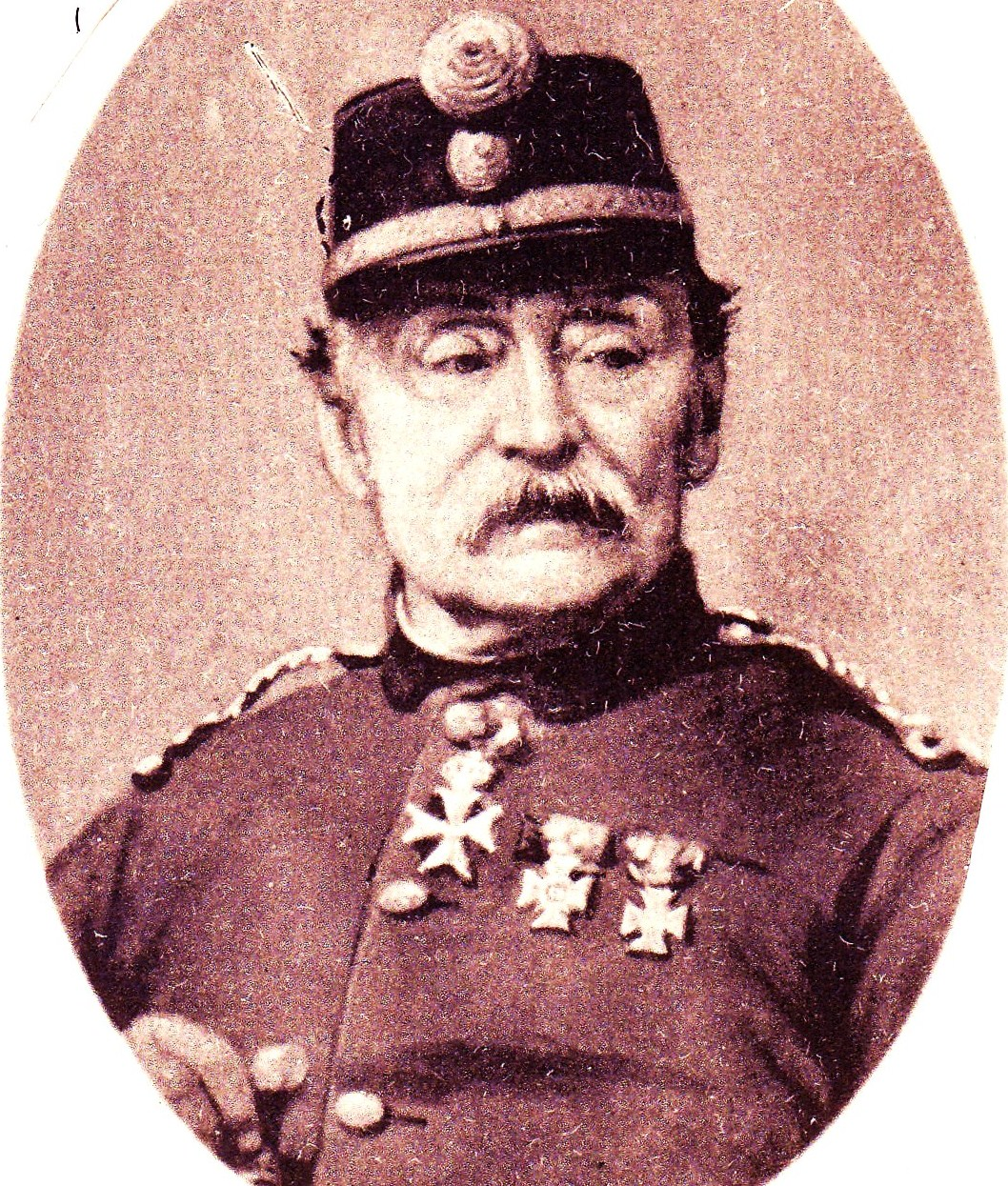
Diederik Jacob den Beer Poortugael

Diederik Jacob den Beer Poortugael (Leiden, 16 april 1800 – Den Haag, 10 juni 1879) was een Nederlands officier en dichter, ridder in de Militaire Willems-Orde.

## Loopbaan
Den Beer Poortugael was lid van de familie Den Beer Poortugael. In 1813 verloor hij zijn vader, J.C.C. den Beer Poortugael; hij werd op de Latijnse school toegelaten maar daar op 13-jarige leeftijd weer afgehaald en voorlopig op een handelskantoor geplaatst.
In december 1817 werd hij vaandrig bij het bataljon der jagers te Gent, vanwaar hij niet lang daarna in garnizoen naar Ieperen ging en in 1820 tot tweede luitenant werd bevorderd. Bij de oprichting der Koninklijke Militaire Academie te Breda in 1828 werd hij daar aan als eerste luitenant verbonden om onderwijs te geven in tactiek en versterkingskunst. 
Tijdens de Belgische opstand, toen de Militaire Academie tijdelijk werd opgeheven, werd Den Beer Poortugael aangewezen om de compagnie Vrijwillige Jagers der Leidse Hogeschool te helpen oprichten en met die compagnie maakte hij in augustus 1831 de Tiendaagse Veldtocht mee. Hij voerde toen de Jagers in alle geleverde gevechten aan en, als hun commandant, legde hij ook de eerste steen van het gedenkteken in de Pieterskerk, daar opgericht voor de student Beeckman, die op 5 oktober voor Beringen gesneuveld was. Voor zijn verrichtingen tijdens de Belgische Opstand werd Den Beer Poortugael bij Koninklijk Besluit van 12 oktober 1831 nummer 92 benoemd tot ridder in de Militaire Willems-Orde.
Wegens ziekte was Den Beer Poortugael genoodzaakt in 1835 de dienst te verlaten en datzelfde jaar nog werd hij rijksontvanger, eerst te Brummen, vervolgens te Pijnacker, bij Delft, en daarna te Sneek.
In 1832 publiceerde hij een bundel Vaderlandse gedichten. Niet lang daarna verscheen het geschrift Verklaarde vragen over de veldverschansing, de vestingbouw en de aanval en verdediging van vestingen, een vertaling van Fossa's Questions expliqués (1834). Verder publiceerde hij Nieuwe gedichten (1838), Verhandelingen over het wenselijke van een meer lichamelijke opvoeding in Nederland (1841), De Aeneis van Vergilius uit een krijgskundig oogpunt beschouwd (1846), J. van den Vondel uit zijn kleine gedichten geschetst (1850), Belangstellend woord omtrent de bestemming der grote- of zogenaamde loterijzaal op het Binnenhof te Den Haag (1862), Aan de Belgen bij de vijftigste verjaring van de Slag bij Waterloo (1865), Verspreide gedichten van vroeger en later (1865), Een winstgevend vrouwelijk handwerk voor alle standen (1870), Is Nederland verdedigbaar? (1871) en Hulde aan Frankrijk bij de wereldtentoonstelling te Parijs (1878).  Ook verschenen in veel jaarboekjes en muzenalmanakken van die tijd bijdragen in proza en poëzie.
Den Beer Poortugael werd in 1833 lid van de Maatschappij der Nederlandsche Letterkunde. Als blijk van waardering schonk hij de Maatschappij een brief uit 1669, in Stockholm geschreven door Pieter de Groot aan Johan de Witt. Gedurende het verblijf van Den Beer Poortugael te Brummen verleende hij zijn medewerking aan de oprichting van Nederland Mettray (1851), hielp hij mee met het stichten van een departement van de Maatschappij tot Nut van 't Algemeen en door zijn adres aan de Koning en aan de Tweede Kamer der Staten-Generaal inzake de afschaffing van de slavernij (1856). In 1867, na de inlijving van Hannover bij Pruisen, stelde hij zich te Sneek aan het hoofd van een korps scherpschutters, wier oefeningen in de wapenhandel hij zelf leidde. Zijn dagboek werd in 1906 door zijn zoon uitgegeven (1813. De Tiendaagse Veldtocht). 
Den Beer Poortugael overleed in juni 1879 en werd begraven te Oud Eik en Duinen.

## Gezin
Den Beer Poortugael trouwde in 1829 met Hermina Clasina Muller, de enige dochter van een Amsterdamse notaris. Hun eerstgeborene was een meisje, Cornelietje, maar zij overleed kort na haar geboorte. Hun zoon Jacobus Catharinus Cornelis werd generaal-majoor en was onder meer Minister van Oorlog.